# Sensi
Sensi, nome artístico de Vasco Monteiro Pinto Ferreira (Lisboa, 28 de Fevereiro de 1985) é um músico e produtor português. Actualmente tem dois álbuns editados. "Pequenos Crimes entre Amigos" é o seu trabalho mais recente, lançado no fim de 2013 pela editora Sony Music Portugal. Este álbum conta com quatorze temas originais e mais de 40 convidados. É filho de Kalú, mítico baterista dos Xutos e Pontapés.

## Biografia
Sensi nasceu no meio da música. Desde cedo teve o privilégio de conviver tanto com artistas e produtores de música, como com todo o tipo de instrumentos e máquinas de produção.
Em 2003 estreou-se em palco com os Yellow W Van, pelas mãos de Ruas e Manzk, que o convidaram para cantar o single “O Que Eu Penso é o Que Falo”. Foi esse o momento em que despertou a vontade de fazer música.
Entre 2005 e 2006 integrou os NoJoke Sound System, constituido pelos DJs: Ben, Godinho, Kiko e Richie Campbell. Em 2008, assina o álbum “e.sensi.a”, o seu primeiro disco com beats originais. O trabalho foi produzido pelo próprio, em parceria com o produtor Marco Nunes e contou com nomes como Zé Pedro e Richie Campbell como convidados.
Com a música a correr-lhe no sangue, foi a sonoridade do Hip Hop, do Soul, do R&B e do Funk que mais o seduziram, as mesmas que Sensi traz com o seu novo trabalho a solo, “Pequenos Crimes entre Amigos”. O álbum conta com 14 temas originais e muitos convidados.
“Pequenos Crimes entre Amigos” é um nome inspirado num filme e pretende descrever os dias de gravação do álbum em estúdio. 14 “crimes” gravados num ambiente de amigos. Todas as participações aconteceram de uma forma muito natural, com Sensi a convidar os artistas que considerava ser os que melhor reflectiam cada tema. O tiro foi certeiro. Mesmo convidados que inicialmente não podiam participar no álbum, renderam-se ao ouvir os temas que Sensi havia escolhido para eles. Este disco foi produzido na íntegra pelo próprio Sensi em parceria com Marco Nunes.
O álbum demorou 3 anos até estar finalizado. “Eu Quero...” é o primeiro single e conta com a participação de Tamin nas vozes. O tema pretende chamar a atenção para uma sociedade cada vez mais empobrecida, também intelectualmente, e que precisa de se levantar e ir à luta pelos seus sonhos.
“Não Dá para Fugir” foi o segundo single e vídeo a ser extraído do álbum. O tema, que conta com Rui Veloso na guitarra, tem estado em airplay na Antena 3 desde que foi editado em novembro e o vídeo soma actualmente mais de 140 000 visualizações. O tema foi nº 2 várias semanas no Top Antena 3.
Foram muitas as acções de promoção que tiveram lugar até ao final do ano, de entre as quais o concerto esgotado no Vodafone Mexefest, cujo concerto teve lugar no Palácio da Independência. O concerto criou grande expectativa nos media e foi muito bem recebido pelo público.
No final do mês de Janeiro foi editado o 3º single “Introspecção”. A ideia deste tema partiu de um instrumental de DJ Amp que foi posteriormente produzido por Sensi em estúdio. O sampler fala de como hoje em dia é difícil ou mesmo impossível encontrarmos rostos felizes, e inspirou o produtor português a escrever uma letra que abordasse a temática da influência da crise no comportamento das pessoas e na sociedade em geral. A letra é interpretada por Manuela Azevedo e por Sensi.

## Discografia
- 2008 — e.sensi.a
- 2013 — Pequenos Crimes entre Amigos